# Дудар де Лагре, Эрнест
Эрнест Дудар де Лагре (фр. Ernest Marc Louis de Gonzague Doudart de Lagrée; 1823—1868) — французский исследователь, путешественник и дипломат.

## Биография
Окончил политехническую школу, был морским служащим.
В 1863 году прибыл в Камбоджу, чтобы подготовить короля Нородома к принятию протектората Франции и следить за его исполнением. В 1864 году соглашение было подписано.
В 1866 году была организована Комиссия по исследованию Меконга, которую он и возглавил — основной целью которой было «установление границ древней Камбоджи в соответствии с традиционными сборниками и расположением основных развалин».
Он умер в 1868 году в Юньнане (Средний Китай), так и не дожив до конца экспедиции. Его помощник — Франсис Гарнье благополучно её завершил, а в 1873 году — опубликовал её результаты в работе «Путешествие исследователей в Индокитай».